# Девелопментализм
Девелопментализм (англ. developmentalism) — экономическая теория, которая утверждает, что лучший способ развития менее развитых экономик — это создание сильного и разнообразного внутреннего рынка и введение высоких тарифов на импортные товары.
Девелопментализм — междисциплинарная школа мысли, которая уступила место идеологии развития (англ. ideology of development) как ключевой стратегии на пути к экономическому процветанию. Эта школа мысли была отчасти реакцией на попытки США противостоять движениям за национальную независимость в Азии и Африке, которые они считали прокоммунистическими. Девелопментализм в международном экономическом контексте может быть понят как состоящий из набора идей, которые сводятся к тому, чтобы поставить экономическое развитие в центр политических усилий и институтов, а также как средство, с помощью которого можно установить легитимность в политической сфере. Приверженцы девелопментализма считают, что устойчивый экономический рост делает законным лидерство политических деятелей, особенно в развивающихся странах (в Латинской Америке и Восточной Азии), которые в противном случае не имели бы преимуществ единодушного социального консенсуса в отношении их лидерства или своей международной политики. Что касается промышленно развитых стран, сторонники девелопментализма считают, что национальная автономия для стран «третьего мира» может быть достигнута и сохранена за счёт использования этими странами внешних ресурсов капиталистической системы. Для этих заявленных целей девелопментализм был парадигмой, используемой в попытке обратить вспять негативное влияние, которое международная экономика оказывала на развивающиеся страны в 1950-е—1960-е годы, в то время, когда страны Латинской Америки начали осуществлять стратегии импортозамещения. Используя эту теорию, экономическое развитие определялось современными западными критериями: экономический успех измеряется в терминах капиталистических представлений о том, что означает для страны стать развитой, автономной и легитимной.
Теория основана на предположении, что не только существуют аналогичные стадии развития для всех стран, но также существует линейное движение от одной стадии к другой, которое идёт от традиционного или примитивного к современному или индустриальному.
Хотя изначально понятие девелопментализма было прерогативой развивающихся экономик Азиатско-Тихоокеанского региона, Латинской Америки и Африки, в последнее время оно вновь появилось в развитых странах — особенно в экономических планах таких «неортодоксальных» политиков, как Дональд Трамп и Берни Сандерс в США.

## Критика
Реализация девелопменталистских идей подвергалась критике с разных сторон, как справа, так и слева.
Левые (но не только они) часто обвиняют девелопментализм в том, что в его основе лежит идеология неоколониализма. Стратегии девелопментализма обычно используют евроцентрическую точку зрения на развитие, которая часто идёт рука об руку с заключением, что неевропейские общества развиты недостаточно. Таким образом, он уступает место увековечиванию господства Запада над такими слаборазвитыми странами в неоколониалистской манере. Развитые страны, такие как Соединённые Штаты, обвиняют в том, что они используют возможности бедствий для собственной выгоды в так называемом «капитализме катастроф» (англ. disaster capitalism). Капитализм катастроф — термин, используемый социологом Наоми Кляйн, описывает процесс, в котором ситуации финансового кризиса используются для принудительного открытия свободного рынка с целью восстановления экономической стабильности. Это произошло, например, в Аргентине, Чили, Боливии, Новом Орлеане после «Катрины». Идеи развития также изображают западный идеал развития и демократии как эволюционный ход истории. В книге антрополога и историка Эрика Вульфа «Europe and the People Without History» (в переводе с англ. — «Европа и народы без истории») показывается, что западный мир — лишь одно из многих представлений о мире, и рассматривать его как вершину линейной мировой эволюционной цепочки было бы неточно. Стратегии развития часто подразумевают, что история идёт односторонним путём эволюция в сторону развития, и что культурные производные мало влияют на конечный продукт.
Критики справа утверждают, что стратегии девелопментализма отрицают автономию свободного рынка, так как создавая рыночную экономику, контролируемую государством, они устраняют органическую природу, в которой должен создаваться рынок. Критики утверждают, что стратегии девелопментализма, как правило, не работали в прошлом, в результате чего многие страны фактически оказались в худшем положении, чем были до того, как начали контролируемое государством развитие. Это связано с отсутствием свободы на рынке и его ограничивающим характером. В свою очередь, утверждается, что реактивные тоталитарные силы захватывают правительство в ответ на вмешательство Запада, например Венесуэла Чавеса и Никарагуа Ортеги, создавая ещё более сложные проблемы для западного видения развития.
Социо-антропологи критикуют девелопментализм как форму социальных изменений, осуществляемых экзогенной стороной. Это создаёт то, что называется конфигурацией девелопментализма.